# Viola nantouensis
Viola nantouensis är en violväxtart som beskrevs av Shao Shun Ying. Viola nantouensis ingår i släktet violer, och familjen violväxter. Inga underarter finns listade i Catalogue of Life.